# Neuer Social-Demokrat
Die Zeitung Neuer Social-Demokrat: Organ der Socialistischen Arbeiter-Partei Deutschlands war eine sozialdemokratische Zeitung im Deutschen Kaiserreich. Sie erschien drei Mal wöchentlich (Dienstag, Donnerstag und Sonntag), vom 2. Juli 1871 bis 29. September 1876.
Nach dem Rücktritt von Johann Baptist von Schweitzer vom Parteivorsitz als Präsident des Allgemeinen deutschen Arbeitervereins (ADAV) und der Wahl von Wilhelm Hasenclever als Nachfolger wurden die beiden ADAV-Parteizeitungen – Der Social-Demokrat und Der Agitator, die von Schweitzer bis zu seinem Rücktritt beherrscht wurden – zu einem Parteiorgan, dem Neuen Sozial-Demokrat, zusammengelegt. Der Neue Social-Demokrat war im Besitz der Partei. Chefredakteure waren unter der Oberleitung von Hasenclever Carl Wilhelm Tölcke und Wilhelm Hasselmann. Die Redaktion hatte anders als zur Zeit von Schweitzer einen gewissen Handlungsspielraum. Das Blatt druckte auch Kritik an der ersten Internationalen ab und verfolgte deren Krise aufmerksam. Die Zeitung hatte um 1874 etwa 11.000 Abonnenten. Nach der Vereinigung von ADAV und SDAP ging die Zeitung 1876 im  Vorwärts auf. Zu dieser Zeit hatte sie eine Auflage von 14.000 Exemplaren. Der Neue Social-Demokrat und Der Volksstaat wurden vom Vorwärts ersetzt. Der Vorwärts erschien am 1. Oktober 1876 in Leipzig als Zentralorgan der Sozialistischen Arbeiterpartei Deutschlands.